# Аристобул II
Аристобул II (ивр. ‎и др.-евр. אריסטובולוס השני‬; др.-греч.  Ἀριστόβουλος Β') — иудейский первосвященник и царь одновременно с 66 по 63 год до н. э. из Хасмонейской династии.

## Биография

### Участие в междоусобицах
Аристобул был младшим сыном Александра Янная, политические и религиозные особенности которого он унаследовал, тогда как его старший брат, Гиркан II, был похож на мать. Хотя y него и не было прав на престол, однако Аристобул ещё при жизни матери постоянно домогался его. Он льстил партии знати и военных, выставляя себя заступником саддукеев и вступаясь за них перед царицей. Ряд укреплений, которые царица предоставила в распоряжение саддукеев, по-видимому, с целью их защиты против фарисеев, на деле оказались для Аристобула средством узурпировать власть. Царица решила отвлечь воинственный пыл сына от пределов Иудеи и отправила его (70—69) в поход против Птолемея Меннеи. Когда же это предприятие окончилось неудачей, Аристобул вновь принялся за политические интриги. Тайно покинул он Иерусалим и направился к своим друзьям, которые занимали в то время наибольшее число укрепленных пунктов страны, с ними он решил объявить войну своей престарелой матери. Царица, однако, умерла в самый критический момент, и тогда Аристобул немедленно обратил оружие против брата своего Гиркана, законного наследника престола.
Война окончилась победой Αристобула: после трехмесячного правления Гиркан должен был отречься в пользу брата, за что последний предоставил ему неограниченное пользование его доходами. Таким способом восстановленный мир продолжался — впрочем, короткое время. Антипатр уговорил Гиркана вовлечь в войну с Аристобулом набатейского царя Арету. Последний одержал победу над Αристобулом, которого покинули фарисеи — наиболее могущественная партия в Иерусалиме, которые перешли на сторону Гиркана, и Аристобул был принужден удалиться на Храмовую гору. Последовавшая за тем тяжёлая осада, о которой рассказываются разные вещи, не привела ни к каким положительным результатам.

### Римская экспансия
Третья сторона — Рим — получила тогда приглашение разрешить этот сложный и спорный вопрос; вмешательство Рима оказалось не только гибельным для враждовавших братьев, но и привело в конце концов к уничтожению политической независимости Иудейского государства. К тому времени (65 год до н. э.) Помпей покорил уже почти всю Азию и послал своего легата Скавра в Сирию, чтобы овладеть там наследием Селевкидов. Делегаты обеих иудейских партий посетили Скавра, прося его о заступничестве. Взятка в 400 талантов (по другим, в 300), данная ему Αристобулом, склонила римлянина в пользу последнего. Арете было предложено немедленно снять осаду Храмовой горы. Таким образом, победа осталась на стороне Аристобула. Гиркан сохранил лишь незначительную долю своих средств. Его победоносному брату было даже суждено лично отомстить Арете: когда тот должен был удалиться со своими войсками из Иерусалима, Аристобул последовал за ним и нанес ему тяжкое поражение.
Впрочем, вторжение римлян в итоге привело к потере Иудеей независимости. Когда Помпей лично явился в Сирию (64 год до н. э.), дела приняли такой оборот, какого совершенно не предполагал Аристобул. Золотая виноградная лоза, ценой в 500 талантов, которую Аристобул преподнес Помпею и которая вызывала восторг римлян ещё в последующие века, не возымела должного влияния на Помпея, и когда в 63 г. все ещё враждовавшие между собой братья, равно как представители народной партии, желавшей полного устранения Хасмонейской династии, явились к нему с своими жалобами, римлянин отказался высказаться немедленно. Помпей уже тогда задумал совершенно уничтожить независимость Иудеи. Аристобул вполне понял планы римского полководца, но, будучи бессилен оказать ему явное сопротивление, из чувства гордости не мог не показать вида, что относится ко всему происходящему спокойно.
Аристобул расстался с Помпеем глубоко разгневанным и направился в крепость Александрион. Помпей последовал за ним и потребовал сдачи всех укреплений. Аристобул сдался на капитуляцию, но немедленно поехал в Иерусалим, чтобы там приготовиться к дальнейшему отпору. Узнав, однако, что Помпей и туда двинулся следом за ним, он окончательно струсил и лично явился в стан римлян. Здесь он обещал Помпею денег и согласился сдать Иерусалим, если военные приготовления будут прекращены. Но одними обещаниями ничего нельзя было добиться y Помпея. Он задержал Аристобула в лагере и послал своего легата Габиния с приказанием занять город. Партия войны в Иерусалиме отказалась от добровольной сдачи, и тогда Аристобул был оставлен в плену y Помпея, который немедленно приступил к осаде города. Взятие Иерусалима и Сиона положило конец как независимости Иудеи, так и правлению Аристобула.
Во время устроенного Помпею в Риме (61 год до н. э.) пышного триумфа еврейский царь и первосвященник был вынужден участвовать в шествии перед колесницей триумфатора. Фарисеи усмотрели в этом обстоятельстве справедливое возмездие Аристобула за его расположение к саддукеям, что нашло отражение в Псалмах Соломона. В 56 г. Аристобулу удалось бежать из римской темницы, приехать в Иудею и устроить там восстание. Он снова попался в руки врагов и был вторично отвезен в Рим. В 49 году Цезарь освободил Аристобула и послал его во главе двух легионов в Сирию против Помпея, но на пути туда он был отравлен сторонниками последнего.